# Bronzeflügeltauben
Bronzeflügeltauben (Phaps) sind eine Gattung aus der Familie der Taubenvögel (Columbidae). Sie sind nahe verwandt mit den Grünflügeltauben (Chalcophaps) sowie mit der Gattung Henicophaps. Es werden nur drei Arten dieser Gattung zugerechnet. Sie kommen ausschließlich in Australien vor.

## Erscheinungsbild
Bronzeflügeltauben sind Tauben mit einem kompakten bis plumpen Körperbau. Der größte Vertreter der Gattung ist die Bronzeflügeltaube, die eine Körperlänge zwischen 33 und 35 Zentimetern erreicht und 300 Gramm wiegt. Die Buschtaube und die Harlekintaube werden dagegen nur 28 Zentimeter groß. Charakteristisch für die drei Arten ist ein im Verhältnis zur Körpergröße kleiner Kopf. Alle Arten weisen eine schwarz-weiße Kopfzeichnung auf.

## Verbreitung und Lebensraum
Die Bronzeflügeltaube ist in weiten Teilen Australiens und Tasmaniens vertreten. Die beiden anderen Arten haben kleinere Verbreitungsgebiete. Die Buschtaube bewohnt neben Tasmanien den Südwesten und den Südosten Australiens. Die Harlekintaube lebt im australischen Queensland, dem nördlichen Westaustralien sowie in New South Wales. Sie fehlt dagegen auf Tasmanien.
Die Bronzeflügeltaube ist die Art, die am stärksten an Wald gebunden ist. Sie besiedelt aber auch offene und mit Bäumen nur locker bestandene Regionen. Die Buschtaube kommt in Heidegebieten mit Büschen und niedrigen Bäumen vor. Sie besiedelt aber auch Sumpfgebiete und küstennahe Gebiete. Die Harlekintaube dagegen lebt in semiariden Grassteppen sowie Halbwüsten.

## Verhalten
Alle drei Arten halten sich nahezu ausschließlich am Boden auf. Die Nahrung besteht aus Sämereien, Beeren und kleinen Wirbellosen. Die Harlekintaube brütet ausschließlich am Boden, die Buschtaube dagegen nutzt zur Anlage ihrer lose zusammengefügten Nester auch Sträucher. Die Bronzeflügeltaube brütet verhältnismäßig selten am Boden. Sie gehört zu den wenigen Taubenarten, die auch in Felsnischen und Baumhöhlen brüten. In den meisten Fällen findet sich ihr Nest jedoch in Astgabeln.

## Arten
Folgende Arten werden zu den Bronzeflügeltauben gerechnet:
- Bronzeflügeltaube (Phaps chalcoptera)
- Buschtaube (Phaps elegans)
- Harlekintaube (Phaps histrionica)